# Старое Тимошкино
Старое Тимошкино (чув. Кив Тимушкел)  — село в Аксубаевском районе Республики Татарстан (Россия), на реке Сульче, в 20 км к юго-востоку от посёлка городского типа Аксубаево.
Одно из старейших селений Аксубаевского района. Местные жители рассказали, что на правом берегу реки Большая Сульча до сих пор сохранились бугры и большие ямы прямоугольной формы — остатки древних полуземляных домов. Когда археологи производили здесь раскопки, то находили рядом с захоронениями плоскодонную глиняную посуду, бронзовые серпы и другие орудия труда. Это Старотимошкинский курган — археологический памятник срубной культуры. Племена этой культуры жили на территории района ещё во втором тысячелетии до нашей эры — занимались скотоводством.

## Население
На 2024 г. — 1069 жителей (чуваши).

## История
Основано не позднее 1700 г. В дореволюционных источниках упоминается также как д. Бердебякова (чув.Пĕрчĕпек). В XVIII — 1-й половине XIX века жители относились к категории государственных крестьян.
Поселение основано чувашом по имени Тимуш (верх.гов. Тимош , ср.н. Тимеш) все чувашские поселения с окончанием "ел" означают принадлежность деревни к какому либо человеку во владениях которого находились данные угодья. Об этом говорит и русское окончание -кино т.е. Тимошкино село - Поселение принадлежащее Тимошу.
В селе есть средняя школа, Дом культуры, библиотека.